# Melgó sufruticós
El melgó sufruticós (Medicago suffruticosa) és una espècie silvestre del gènere de l'alfals. La seva distribució és d'oròfit circunmediterrani oest. És una espècie autòctona als Països Catalans exceptuant les Illes Balears.

## Descripció
Camèfit en forma de mata de 10 a 40 cm d'alt. Folíols de forma obovato-suborbicular, de 0,3 -1,2 x 0,2-1,2 cm;flors de 3-7 mm grogues, 3-9 flors en cada raïm. Floreix de marça a agost. Frut helicoidal de 3-6 mm de diàmetre amb 2-4 volts.

## Hàbitat
Pastures seques. De la muntanya mediterrània a l'estatge alpí. Viu des dels 100 m d'altitud als 2.500 m.